# Litewsko-Białoruska Armia Radziecka
Litewsko-Białoruska Armia Radziecka (biał. Беларуска-летувіская армія) – jedna z armii radzieckich okresu wojny domowej w Rosji 1917–1921, w tym wojny polsko-bolszewickiej. Wchodziła w skład Frontu Zachodniego utworzonego 19 lutego 1919.

## Formowanie i walki
Sformowania 13 marca 1919 z oddziałów dotychczasowej Zachodniej Armii. Toczyła walki z wojskami polskimi na terenach Litwy i Białorusi. Mimo poważnych strat w kwietniowych walkach o Wilno nie otrzymywała prawie żadnych posiłków. 9 czerwca 1919 została przemianowana na 16 Armię.

## Dowódcy armii
- Andriej Sniesariew (13.03.1919-31.05.1919)
- Filipp Mironow (31.05.1919-9.06.1919)

## Struktura organizacyjna
Dowództwo dywizji
- 8 Dywizja Strzelców
- 2 Pograniczna Dywizja
- Litewska Dywizja Strzelców
- 52 Dywizja Strzelców (była Zachodnia Dywizja Strzelców, w której to składzie walczyło wielu Polaków)